# Tähtvere
Tähtvere (deutsch: Techelfer) ist eine ehemalige Landgemeinde im estnischen Kreis Tartu mit einer Fläche von 114,8 km². Sie hatte 2690 Einwohner (31. Dezember 2008). Seit 2017 gehört sie zur Stadtgemeinde Tartu.
Neben dem Hauptort Ilmatsalu (385 Einwohner) gehörten zur Landgemeinde die Dörfer Haage, Ilmatsalu, Kandiküla, Kardla, Märja, Pihva, Rahinge, Rõhu, Tähtvere, Tüki und Vorbuse.
Bekannt ist Tähtvere für den 5,2 km langen Wanderweg, der zur Vogelbeobachtung in weitgehend unberührter Natur einlädt.

## Söhne  und Töchter der Stadt
- Erwin Heinrich Bauer (1857–1901), Schriftsteller und Journalist